# Lago seco

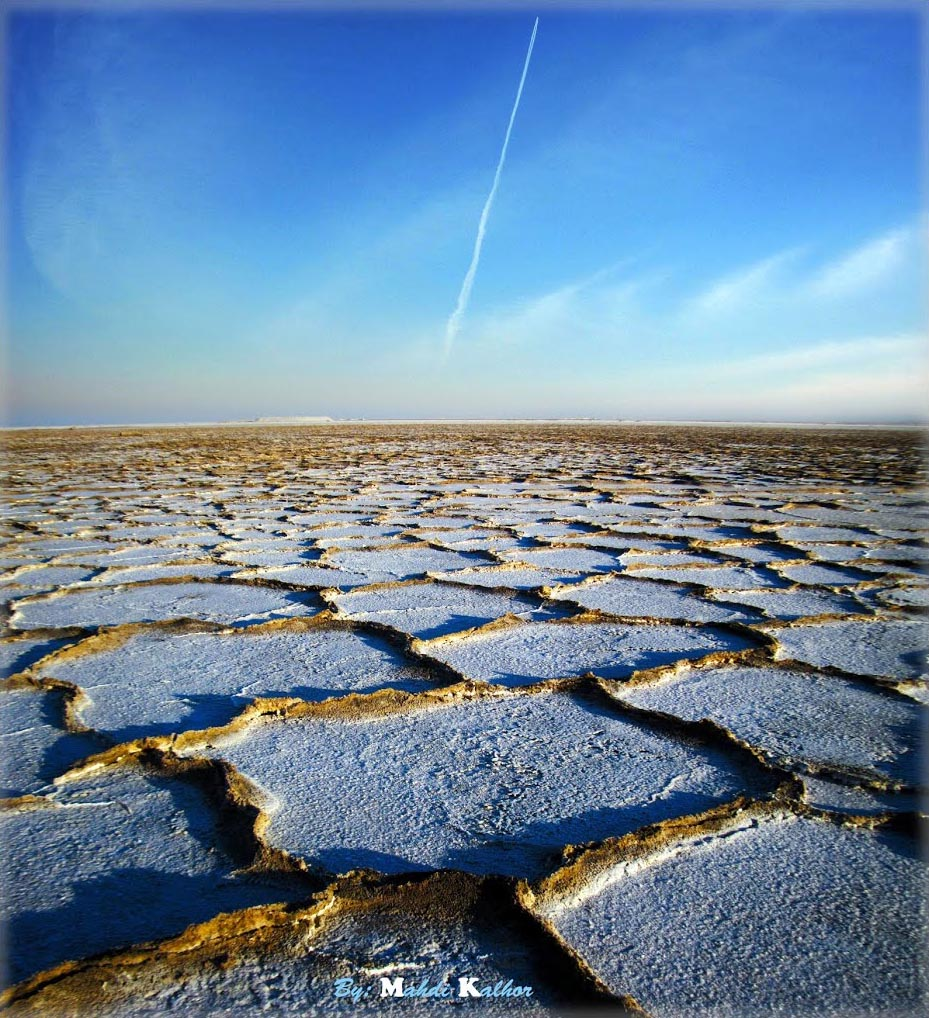
Lago Namak, província de Qom, Irã

Um leito de lago seco é uma bacia ou depressão que anteriormente continha um corpo de água superficial estagnado, que desaparece quando os processos de evaporação excedem a recarga. Se o fundo de um lago seco estiver coberto por depósitos de compostos alcalinos, ele é conhecido como planície alcalina. Se coberto de sal, é conhecido como deserto de sal.

## Terminologia
O leito de um lago seco é chamado de salina, bacia ou salina (sendo esta última um remanescente de um lago salgado) se sua bacia for principalmente salgada, então. Hardpan é o terminal seco de uma bacia drenada internamente em um clima seco, uma designação normalmente usada na Grande Bacia do oeste dos Estados Unidos.[carece de fontes?]

O Chott el Djerid na Tunísia

Outro termo usado para leito de lago seco é playa. A palavra espanhola playa significa literalmente "praia", sendo conhecidos por este nome em algumas partes do México e também no oeste dos Estados Unidos. Este termo é usado, por exemplo, no Llano Estacado e em outras partes das Altas Planícies do Sul e é comumente usado para se referir a sedimentos paleolacos no Saara, como no caso do Lago Ptolomeu.
Na América do Sul, o termo comum para leito de lago seco é salar ou salina.
Na maior parte da África do Sul o termo usado é Pan. Estes podem incluir desde os pequenos desfiladeiros redondos, típicos da área de Chrissiesmeer, até aos extensos desfiladeiros da província do Cabo Setentrional.
Na Austrália os termos usados incluem salinas (onde estão presentes minerais evaporíticos) e salinas de argila.
Em árabe, uma salina é chamada de sabkha (também escrito sabkhah, subkha ou sebkha) ou shott (chott). Já Ásia Central, uma salina semelhante a "lama rachada" é conhecida como takyr. No Irã, são chamadas de kavir.

## Formação

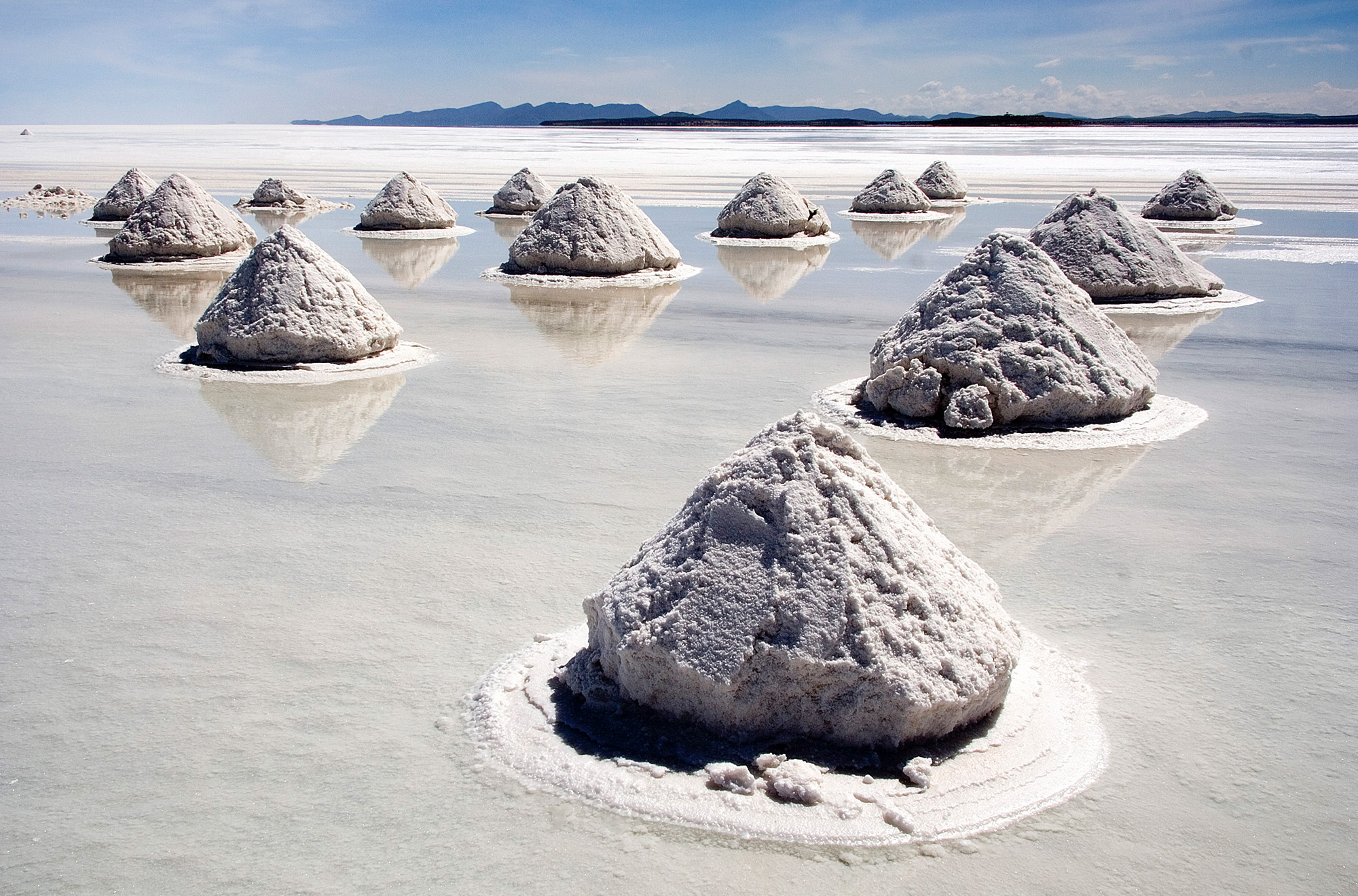
Colheita de sal no Salar de Uyuni, Bolivia, O maior deserto de sal do mundo

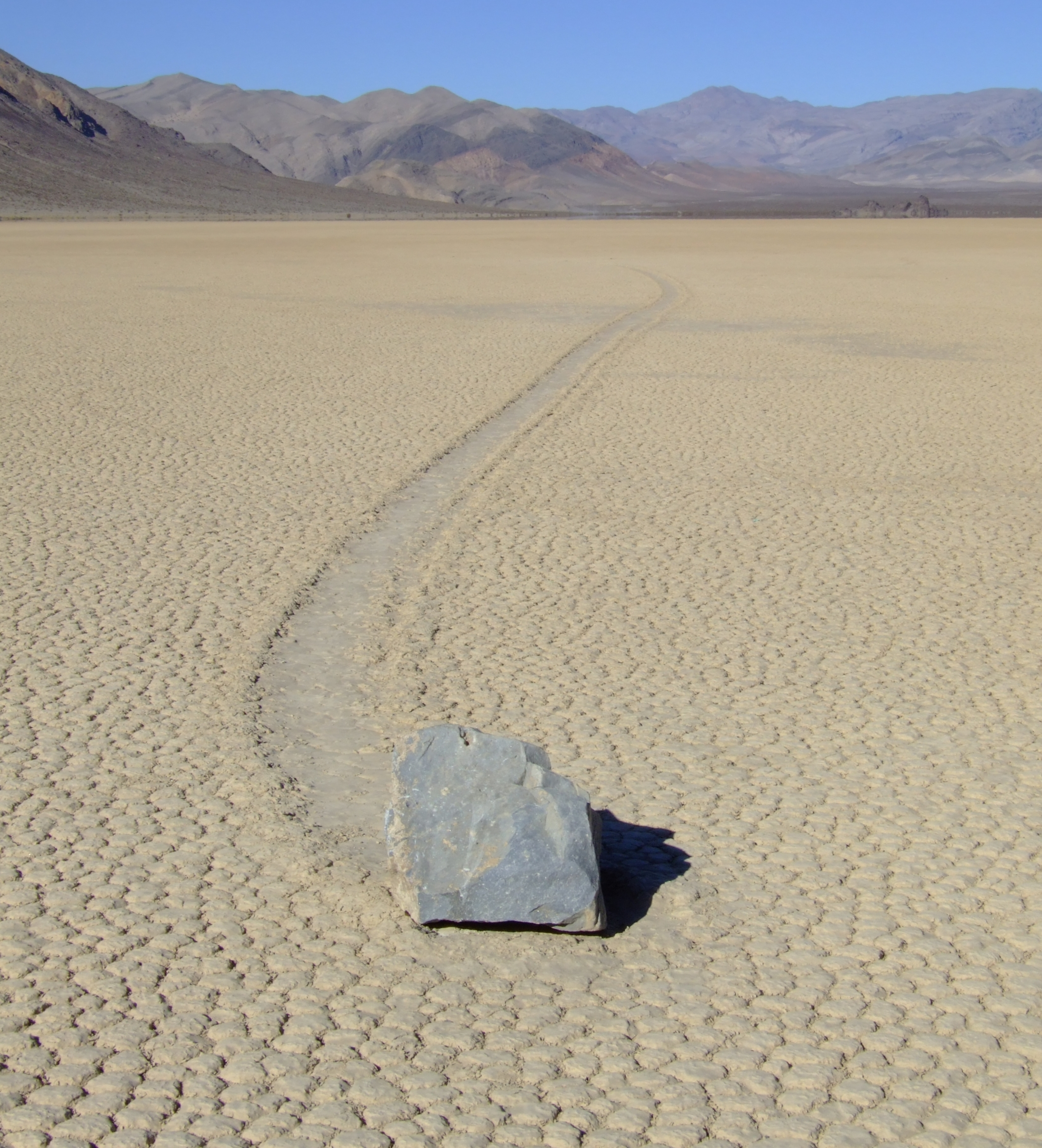
Pedra de vela no Racetrack Playa

A formação de uma lago seco acontece quando a água da chuva ou de outras fontes, como a interseção com um lençol freático por exemplo, flui para uma depressão seca na paisagem, criando uma lagoa ou lago. Se a taxa de evaporação anual total exceder a afluência total anual, a depressão acabará por secar novamente, formando um lago seco. Os sais originalmente dissolvidos na água precipitam e são deixados para trás, acumulando-se gradualmente ao longo do tempo. Um lago seco aparece como um leito plano de argila, geralmente incrustado com sais precipitados. Esses minerais evaporíticos são uma concentração de produtos de intemperismo, como carbonato de sódio, bórax e outros sais. Nos desertos, um lago seco pode ser encontrado em uma área cercada por leques aluviais .
Os lagos secos são normalmente formados em regiões semiáridas a áridas do mundo. A maior concentração de lagos secos (quase 22 000) está nas planícies altas do sul do Texas e no leste do Novo México.[carece de fontes?] A maioria dos lagos secos são pequenos. No entanto, o Salar de Uyuni na Bolívia, perto de Potosí, a maior planície de sal do mundo, compreende 4 085 milhas quadradas (10 582 km quadrados).
Diversos lagos secos contêm águas rasas durante a estação chuvosa, principalmente durante os anos chuvosos. Se a camada de água for fina e for movida pelo vento ao redor do leito seco do lago, pode se desenvolver uma superfície excessivamente dura e lisa. Camadas mais espessas de água podem resultar em uma superfície de "lama rachada" e dessecação com características de estrutura de tenda. Se houver muito pouca água, podem formar-se dunas.
O Racetrack Playa, localizado no Parque Nacional Vale da Morte, Califórnia, apresenta um fenômeno geológico conhecido como "pedras à vela", que deixam marcas lineares parecidas com "pista de corrida" à medida que se movem lentamente pela superfície, sem intervenção humana ou animal. Recentemente essas rochas foram filmadas em movimento pelo Scripps Institution of Oceanography da UC San Diego e são devidas a uma perfeita coincidência de eventos. Primeiro, a praia precisa se encher de água, devendo ser profunda o suficiente para formar gelo flutuante durante o inverno, mas ainda rasa o suficiente para que as rochas fiquem expostas. Quando a temperatura cai à noite, esse lago congela em camadas finas de gelo, que devem ser grossas o suficiente para manter a resistência, mas finas o suficiente para se moverem livremente. Finalmente, quando o sol aparece, o gelo derrete e se quebra em painéis flutuantes; estes são soprados pela praia por ventos fracos, impulsionando as rochas à sua frente. As pedras só se movem uma vez a cada dois ou três anos e a maioria dos rastros dura entre três ou quatro anos.